# Rue Erik-Satie
Pour l’article homonyme, voir Rue Erik-Satie (Toulouse).
La rue Erik-Satie est une voie du 19e arrondissement de Paris, en France.

## Situation et accès
La rue Erik-Satie est une voie publique située dans le 19e arrondissement de Paris. Elle débute  place Francis-Poulenc et se termine au 9, rue Georges-Auric.

## Origine du nom

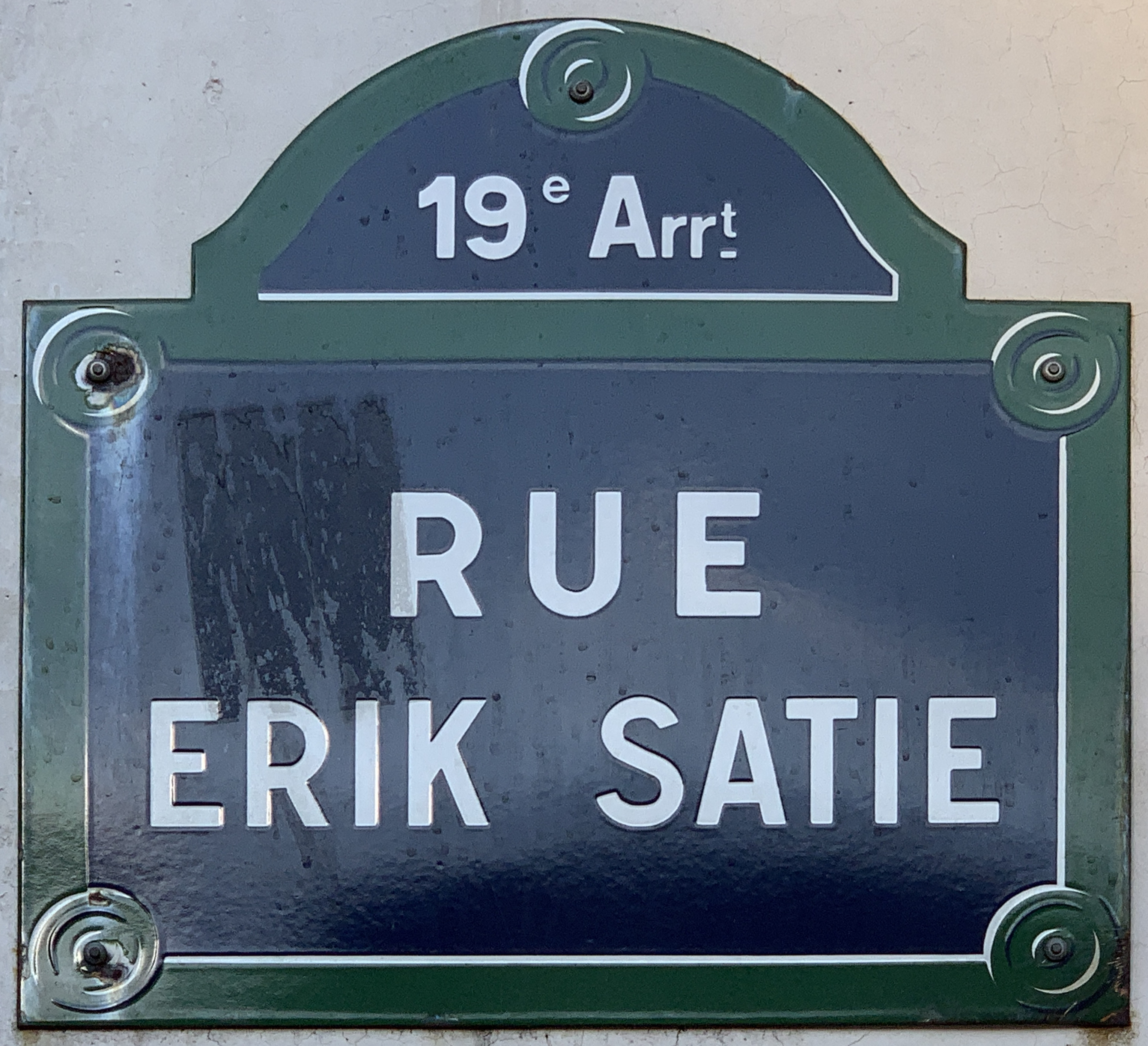
Plaque de la rue.

Elle doit son nom au compositeur français Erik Satie (1866-1925).

## Historique
La voie est créée dans le cadre de l'aménagement de la ZAC Manin-Jaurès sous le nom provisoire de « voie CE/19 » et prend sa dénomination actuelle par un arrêté municipal du 26 novembre 1990.
La voie est ouverte à la circulation publique par un arrêté municipal du 22 avril 1993.

## Bâtiments remarquables et lieux de mémoire
- Elle borde le collège Georges-Brassens (no 4) et le commissariat central du 19e arrondissement ((nos 3-5)).